# إعلان وغدوغو
إعلان وَغَدوغو هو الإعلان الختامي الذي وقّعت عليه الحركات السياسية والعسكرية الست في أزواد، عقب اجتماع عقد في بُركينا فاسو في نهاية أغسطس 2014. وكان الغرض من الإعلان هو وضع حد للأعمال العدائية في شمال مالي وإقامة وضع سياسي وقانوني لأزواد. تم التوقيع عليه في 28 أغسطس 2014 في وغدوغو، بركينا فاسو. خلال هذا الاجتماع، اجتمعت المجموعات لأول مرة منذ اتفاق وغدوغو في يونيو 2013. عُقد الاجتماع بعد الجولة الأولى من مفاوضات الجزائر العاصمة للسلام في يوليو 2014، وقبل استئنافها في الجزائر العاصمة في 1 سبتمبر 2014.

## روابط خارجية
- إعلان وغدوغو، 28 أغسطس 2014 (بالفرنسية)